# 莫迪凱·瓦努努
莫迪凱·瓦努努（希伯來語：מרדכי ואנונו，1952年10月14日—），又名約翰·克羅斯曼，是前以色列核武技術員，聲稱由於反對大殺傷力武器，1986年向英國傳媒揭露以色列核武計劃。其後他被以色列情報特務局（俗稱摩薩德）的特工誘至意大利後，被以色列情報人員下藥及綁架。他被帶到以色列，在一場閉門審訊中被定罪。
瓦努努被囚18年，有超過11年被單獨囚禁。2004年刑滿出獄後，他受到言論和行動上極多限制。出獄後有數次因違反限制令被捕，包括數次接受外國記者訪問及企圖離開以色列。他說他在囚時受到以色列當局「殘酷且野蠻的對待」，又說他要是沒從猶太教改信基督教，待遇便會不同。
2007年瓦努努因違反假釋條件被判囚6個月。這次判刑連控方也意外，控方預期會判緩刑。國際特赦組織隨後發新聞稿，謂「本組織認為莫迪凱·瓦努努是良心犯，並呼籲立即無條件釋放其人。」2010年10月，瓦努努因懷疑與外國人接觸，違反2004年的出獄條件而被捕，判囚3個月。
瓦努努在國際上視為內部告發者，以色列視之為叛國者。揭發美國政府軍事機密的丹尼爾·艾爾斯伯格，稱瓦努努為「核子時代的卓越英雄」。

## 早年生活及教育
瓦努努生於摩洛哥的馬拉喀什，家庭為塞法迪猶太人，父母是正統猶太教徒，父親是拉比。1963年他一家按照歸回法移民至以色列，其時瓦努努9歲，有四兄弟姊妹。他父母在以色列又生了六個孩子。他一家定居於別是巴，從那裏他上一間極度正統猶太教的小學，後上了一所專注於研讀猶太教經典的中學，但未畢業。1971年他被徵召入以色列國防軍，擔任工程兵。他駐守於戈蘭高地，見到1973年贖罪日戰爭的戰事。他在1974年光榮退役後，在特拉維夫大學讀物理，一年後兩門課不合格而退學。

## 內蓋夫核子研究中心
1976年瓦努努向內蓋夫核子研究中心申請工作，這個中心是研發和製造核子武器，位於迪莫納之南，在內蓋夫沙漠中。各國情報組織猜測以色列從1960年代起已在研發核武，但以色列以故意含糊的態度應對，既不承認也不否許擁有核武。瓦努努見了該中心的一則招募技術學徒廣告而應徵。他經過該中心保安人員長時間面試後，獲准受訓，並上了密集課程，涵蓋物理、化學、數學、英文。他在課程表現足夠好，1977年2月獲聘用為核子技術員和值班經理。
1979年他在內蓋夫本·古里安大學為兼讀生，修讀地理和哲學。當時他對以色列政府很多政策都有不滿，和五個阿拉伯學生及四個猶太學生組成「校園」（Campus）團體。他又加入一個名為「推進和平運動」（Movement for the Advancement of Peace）的組織。他反對1982年黎巴嫩戰爭，又爭取阿拉伯裔以色列人的平等權利。內蓋夫核子研究中心對瓦努努的安全審查報告中，指出他展現了「左翼及親阿拉伯信念」。1985年他從本·古里安大學畢業，取得地理和哲學文學士學位。
1985年早期，因為政府削減開支而大規模裁員，瓦努努也被開除，不過他所屬工會替他爭回職位。他重回工作後，偷偷帶了一架相機進入設施，秘密拍了57張照片。他繼續在該設施工作，直到他有次參與支持阿拉伯人集會，爭取建立巴勒斯坦國後被開除。

## 揭密被綁架後秘密始見報
1985年瓦努努去遠東作背包旅行，他最後到了澳大利亞，在悉尼做計程車司機。那期間他改信基督教，加入澳洲聖公會。1985年6月他遇見一個來自哥倫比亞的獨立記者奧斯卡·格雷羅。格雷羅勸說瓦努努把他的故事出售，對他說他的故事很值錢。格雷羅嘗試引起《新聞週刊》興趣未果，轉而接觸《星期日泰晤士報》，不數日後瓦努努就受到該報記者彼得·豪納姆訪問。1986年9月初，瓦努努飛往倫敦見豪納姆，並違反了他的保密協議，向該報透露他所知道的以色列核子計劃內容，包括提供他秘密攝得的相片。
《星期日泰晤士報》之前墮入希特勒日記騙局而大感尷尬，擔心再次受騙。因此該報堅持要先與核子武器專家核實瓦努努的故事，專家中包括了美國前核武設計師西奧多·泰勒（Theodore Taylor）和英國前原子武器研究所工程師法蘭克·巴納第（Frank Barnaby）。他們都同意瓦努努的故事符合事實並正確。
瓦努努詳細描述了生產氚所需要的鋰-6分裂過程，而氚是製造聚變增強裂變彈必需材料。兩位專家都認為以色列可能在生產這種單過程增強核彈，不過瓦努努的工作經驗只限於原料生產，而無接觸到配件製造，所以他沒給出以色列製造二階段熱核武器的確切證據。瓦努努描述了鈈元素的生產過程，給出一年30公斤的生產率，又指以色列每枚核武要使用大約4公斤。從他的描述可估算出以色列的鈈元素足夠製造約150枚核武。
瓦努努在他的信件中說，他打算將從報館獲得的金錢分予澳洲聖公會。他可能受到豪納姆查證時的延誤感到失望，轉而向另一間對手《星期日鏡報》接觸。該報的東主是羅伯特·麥斯威爾，外界普遍認為他和摩薩德有密切聯繫。1991年一個自稱是摩隆德前官員或官方翻譯的人，名叫Ari Ben-Menashe，聲稱麥斯威爾向摩薩德告發瓦努努，或許靠英國特務機關通報。這也可能是因為《星期日鏡報》記者，向以色列或以色列駐倫敦領事館查問，驚動了摩薩德。
以色列政府決定捉拿瓦努努，但不願與英國首相柴契爾夫人的良好關係受破壞，也不想和英國的情報機關起衝突，故認為要先說服瓦努努自願離開英國領土。領導這次捉拿行動的是Giora Tzahor
經過持續監視及由摩薩德的心理學家分析後，摩薩德發現瓦努努變得孤獨，需要女性伴侶。一個在美國出生的摩薩德女特工Cheryl Bentov，假扮為一個名叫"Cindy"的美國遊客，結交瓦努努，在9月30日說服瓦努努和她飛往羅馬度假。這種慣常的美人計，即特工藉由引誘來取得目標人物信任，是獲得以色列官方許可。在Bentov與瓦努努見面當日，以色列海軍的電子監控船INS Noga奉命開至意大利海邊。
假裝為商船的Noga，在上部結構中設有電子監控儀器及衛星通訊。當船從土耳其安塔利亞返回海法途中，船長收到加密指令，改變航道至意大利，在離岸處下錨。該船開至意大利海濱城市拉斯佩齊亞對出的國際水域中停靠，緊靠意大利水域。
瓦努努和Bentov到達羅馬後，乘坐計程車到城市的舊城區，三個等候著的摩薩德特工，隨即制伏瓦努努，注射藥物使他癱瘓。當夜稍後時間，由以色列領事館租用的一輛白色小貨車駛至，將瓦努努以擔架抬上該車。該車駛出羅馬至岸邊預定地方。
瓦努努被轉至一艘在該處等候的快艇上，快艇駛至離岸停靠的Noga船。他在完全秘密中帶到船上。摩薩德的特工和瓦努努上船時，船員全體當時受令在船中公用室集合並鎖上門。該船隨後返回以色列。航程間瓦努努被關在一個船艙中，摩薩德特工輪流看守。該船船員無一獲准觀看被囚者。
10月6日，船在特拉維夫和海法之間的岸邊停靠，與一艘較小的船會合。瓦努努被送至小船上，將他送上岸。瓦努努隨後被拘留，受摩薩德的人員盤問。
10月5日，《星期日泰晤士報》披露所獲得的資料，估計以色列製造了超過100枚核彈頭。
2004年7月總部於倫敦的Al-Hayat報上，瓦努努稱甘迺迪遇刺案中，以色列為同謀。他稱有「幾乎肯定的跡象」顯示甘迺迪遇刺，是回應「他向以色列當時的政府領導戴維·本-古里安施壓，要求公開在迪莫納的核子反應爐的詳情」。

## 監禁
瓦努努在以色列受審，被控以叛國和間諜罪。審訊在耶路撒冷區域法院中秘密進行，審理此案是首席法官Eliyahu Noam及法官Zvi Tal和Shalom Brenner。瓦努努代表律師為以色列著名民權和人權律師Avigdor Feldman。他被禁與傳媒接觸，但他把誘拐（他稱為劫持"hijacking"）過程寫在掌上，在押送時他把手掌按在車窗上，令守候的記者獲得消息。
1988年3月28日，他被判叛國和間諜罪名成立，處以18年監禁，刑期由在羅馬被拐當日算起。以色列政府拒絕公開審訊的法庭記錄，直至面臨法律訴訟的威脅，才在1999年後期，准許將刪檢後的記錄摘錄在一份以色列報章上刊登。
以色列的死刑限於特殊情況執行，目前為止只執行過兩次。2004年前摩薩德局長Shabtai Shavit向路透社說1986年時，他們考慮過法外處決，不過否決了，因為「猶太人不對其他猶太人這樣做」。
瓦努努在亞實基倫的Shikma Prison服刑。有超過11年他被單獨囚禁，原因據稱是怕他向人透露更多以色列核計劃的秘密，及他仍然受制於該等資料的保密協議。他在囚時，展現不屈從的小行為，如拒絕心理治療，拒絕與獄卒談話，只閱讀英文報章，只看BBC電視。他的律師Avigdor Feldman說：「他是我見過的人中最固執、最有原則、最頑強的人」。
1998年瓦努努向最高法院提訴將他的以色列公民權撤消。內政部長拒絕，所持理由是他沒有別國公民權。
許多批評者指瓦努努已經無更多情報能令以色列安全受實際威脅，以色列政府的真正動機是要避免政治上的尷尬，和避免以色列及其盟國如美國等在財政上的複雜後果。美國法律禁止向發展大殺傷力武器國家施以援助。以色列拒不承認擁有核武，可令以色列免於受美國法律所禁，而不能獲得美國每年超過二十億美元的軍事及其他援助。
時為美國勞倫斯利福摩爾國家實驗室高級核科學家的Ray Kidder說到：
對於官方指瓦努努先生持有公眾未知的核子技術資料，我本著這項研究和我個人的專業經驗，已準備好反駁任何這樣的官方聲明。
瓦努努在1990年向以色列最高法院就其定罪上訴，最終失敗。

## 獲釋後自由受限及其庇護申請
2004年4月21日瓦努努刑滿出獄。他有兩名兄弟陪伴，並受到幾十名記者包圍，於是他臨時開記者會，不過他拒絕回答任何希伯來語的提問，理由是他受到以色列政府所施加的苦難。他說摩薩德情報機關和辛貝特安全局，嘗試用單獨囚禁來使得他精神失常。他說：「你們要擊潰我但不成功，你們要令我瘋癲也不成功。」瓦努努並呼籲解除以色列核武，並解散這個猶太國家。有大約200名支持者和少數反對方示威者來到記者會。他表示有意將自己完全抽離以色列，初時拒絕講希伯來語，又計劃移居歐洲或美國， 只等以色列政府容許他離開。他出獄前不久，受安全局人員盤問時仍然堅毅不屈。在公開了的盤問錄音中，他說：「我不是叛國賊，也不是間諜，我只要全世界知道所發生的事。」他又說：「我們不需要猶太人國家。巴勒斯坦國需要建立。猶太人可以也曾經在各個地方居住，所以並無需要猶太國家。」《國土報》在2008年稱：「瓦努努是一個難相處和複雜的人。他堅守信念的那份真誠，既固執，又有令人讚嘆的絕不妥協精神，他願意為此付出代價。」
瓦努努出獄後，至今仍受到多項限制，特別是：
- 他不可以與除以色列外任何國家的人接觸，
- 他的電話和互聯網使用要受到監察，
- 他不可以用手提電話，
- 他不可接近或進入任何大使館或領事館，
- 他不可進入與別國接壤的國界500米範圍內，
- 他不可以到任何停靠港口及機場，
- 他不可以離開以色列。

以色列官方稱這些人身禁制及限制令是怕他將更多國家機密公開，並且他仍然受他的保密協議所規管。這些限制包括他要預先向當局通知他的定居地，他在城市間的往來，及他所要見的人物。雖然2005年一個法院裁定他可以自由前往加沙地帶和西岸地區，但一年後新的限制令明確禁止他前往此兩地，推翻法院原來裁決。
瓦努努說他所知的已經過時，他沒有更多公眾未知的情報可以揭露。雖然有禁制令，他仍然接受外國媒體訪問，包括和BBC蘇格蘭電台一個直播電話訪問。
據挪威媒體報道，2004年4月22日，瓦努努請求挪威政府出於「人道理由」，給予挪威護照並在該國受庇護。他也向其他國家申請，並說會接受在任何國家受庇護，因為他怕有生命危險。保守派的前挪威首相科勒·維洛克請求保守派政府給予庇護，特羅姆瑟大學也給他工作。他的申請遭拒的決定，終於在2008年4月9日揭露。2004年，當時由首相謝爾·邦德維克領導的自由聯盟政府，出任地方政府大臣的Erna Solberg拒絕了瓦努努的申請。當時挪威移民局已準備好給予瓦努努庇護，但突然有決定不能接受瓦努努的難民申請，因為他在挪威境外提出申請。一份解密文件指出，Solberg和政府認為將瓦努努從以色列帶出來，可能會被視為對抗以色列的行為，違背了挪威政府一直與以色列的友好關係，也不符合挪威一向在中東政治中的角色。當這粉資料公開後，Solberg反駁外界批評，並為她的決定辯護。
瓦努努向瑞典的難民申請也遭拒絕，所予理由與挪威相同，也是不接受境外的難民申請。他向愛爾蘭的難民申請也不成功，因愛爾蘭要他先得到許可離開以色列。他沒有向其出生地摩洛哥請求庇護。
2006年國際特赦組織的英國分會總監Kate Allen，著文指微軟藉詞暗示瓦努努受到間諜調查，而交出瓦努努的Hotmail電郵帳戶詳細資料。這事在未得法庭頒令前發生。
國際上多個團體要求給予瓦努努言論及行動自由的呼籲，都被以色列政府拒絕或忽視。
2008年5月15日，「挪威律師支持瓦努努聯署」公開，有24個律師署名，呼籲挪威政府「在挪威及國際規範下」儘速實施三個目標的行動計劃，以令瓦努努可以前往挪威，並在挪威居住和工作。
瓦努努提訴要求撤消限制令，准許與外國人接觸及離開以色列國，2010年10月11日被以色列最高法院拒絕。

## 被捕和聆訊
以色列記者Yossi Melman在以色列《國土報》寫道：「瓦努努所受到以色列政府的騷擾實屬前所未有，事件顯示一切公認的法律常規都被扭曲。」
瓦努努的假釋申請在1998年5月一場聆訊中遭拒。五年後，瓦努努的假釋再被拒絕。這場聆訊中他的律師Avigdor Feldman堅稱他的當事人已再無秘密可公開，應該准其自由。但檢控方反駁道將要爆發的伊拉克戰爭阻礙了將他釋放。聆訊後，他的律師Feldman說：「檢控方說如果瓦努努獲釋，美國可能放棄伊拉克，轉而對付以色列及其核武。此說法我認為非常荒唐。」阻止釋放瓦努努的真正勢力，一直只以"Y"稱呼，直至2001年其身份被揭露，是摩薩德的核子及軍事秘密分部主管Yehiyel Horev。2004年瓦努努獲釋後，他多次出庭應訊，被指違反出獄條件。他嘗試到伯利恆時被逮捕和拘留，他在耶路撒冷聖喬治座堂的房間至少一次被警察搜查，他的物品被充公。
以色列的安全主管中，Yehiel Horev作風最嚴厲，特別在保護迪莫納的核設施和生物研究所等設施方面。他恐怕瓦努努如果到了外國，瓦努努會繼續激起外界爭論以色列的核子政策，及瓦努努所聲稱以色列擁有的核武器，而繼續帶來麻煩。以下是這件事件中未傳開的秘密：令到瓦努努當初能為所欲為的保安混亂的內情，以及之後隱瞞及粉飾事件，及袒護國防相關高層人士，使這些人在這次失敗上卸責的種種企圖。
- 2004年11月11日上午9時，瓦努努吃早餐時，被以色列警方國際調查組拘捕。這次拘捕源於對他持續進行的調查，指他涉嫌洩露國家機密，和違反獲釋後的法院判決。穿著避彈衣並手持機關槍的警察，進到圍牆包圍的聖喬治座堂，這裏是瓦努努獲釋後的住所。警察在他房中帶走文件和他的電腦。在幾小時的拘留後，瓦努努被軟禁了七日。[52]
- 2004年12月24日，在一輛標誌為外國媒體所屬車輛中，瓦努努被以色列警察拘捕。他當時試圖進入西岸地區，違返其禁制令，據指是要參加在伯利恆的聖誕教堂彌撒。交了5萬新謝克爾保釋金後，他受到軟禁五日。[53]
- 2005年1月26日，BBC報道其耶路撒冷辦公室副主管Simon Wilson拒絕將瓦努努的訪問內容，交給以色列審查後，被以色列禁止入境。[54]瓦努努違反法庭命令接受該訪問。Wilson簽署道歉信，在信中承認他觸犯法律後，在2005年3月12日獲准重返以色列。[55]
- 2005年3月17日，他被控21項「違反一條合法指令」（最高可被判每項兩年監禁），及一項「試圖違反一條合法指令」。
- 2005年11月18日，瓦努努從西岸地區坐公車回去時，在耶路撒冷以北的拉姆檢查站被捕。以色列當局指他的往來禁令包括巴勒斯坦地區。[56][57]
- 2007年4月13日，瓦努努受告知以色列政府繼續對其在耶路撒冷的軟禁，及更新了他的所有限制令。這是第四次發生，是他於東耶路撒冷的軟禁第三年。
- 2007年4月30日，瓦努努被判違反禁止與外國接觸及禁止離開耶路撒冷兩條禁制令罪名成立。[58]
- 2007年7月瓦努努因為與外國人接觸及前往伯利恆，被判六個月監禁，[59]法院的判決令人意外，連控方也以為法院只會判緩刑以阻嚇他。[60]瓦努努在判決後，說他的定罪證明了以色列實際仍然受英國駐巴勒斯坦政府管治，因為他的罪名源自英國託管時代。他說：「或者我要向英女皇或布萊爾請願以求得到公義。」[61]
- 他在American Colony Hotel（英语：American Colony Hotel）與一名外國人晚餐時被捕，這是他第二次在平安夜被捕。[62]
- 2008年1月7日，在他就上述裁決的上訴開始前一日，他被重新判處六個月的社會服務令。[63]
- 2008年4月7日，瓦努努得知以色列第五次更新他的限制令。4月9日，報道指繼瑞典、加拿大、丹麥後，挪威拒絕其難民申請。[64]
- 2008年4月9日，數份解密文件揭露挪威政府邦德維克第二內閣（英语：Bondevik's Second Cabinet）（2001年10月19日至2005年10月17日）在2004年拒絕瓦努努申請，以作為支持以色列的舉動。[43]
- 2008年5月13日，瓦努努寫道雖然三位法官嘗試說服政府律師，給予他在東耶路撒冷作社會服務，但遭到拒絕。瓦努努對其判監六個月的上訴，定於2008年7月8日恢復審理。[65]
- 2008年5月15日，挪威律師聯署，呼籲挪威政府儘速協助瓦努努前往挪威定居及工作。
- 2008年9月23日，耶路撒冷地方法院宣佈：「由於其（瓦努努的）身體狀況不良，亦無聲稱他的行為會危及國家安全，我們認為他的判刑應該減輕。」瓦努努說他健康良好，又說道：「重點在於我自由的權利、言論的權利、離國的權利。」
- 2008年10月，蘇格蘭首席部長亞歷克斯·薩爾蒙德呼籲釋放瓦努努，說道：「蘇格蘭政府非常清楚蘇格蘭巴勒斯坦團結運動展開的運動，並支持撤消對莫迪凱·瓦努努先生的一切限制。」[66]
- 2008年11月26日，「莫迪凱向最高法院上訴，以推翻其於2004年與外國人（這些人原來是傳媒）談話而被處（由六個月減至）三個月的監禁，定在新一年開始審訊。」[67]
- 2009年6月14日，瓦努努稱：「陸軍中央指揮官作證時說，我對公眾講話沒有問題，只要我不談及核武器......他們把禁止向外國人談話的禁制止更新至11月。（就與外國人談話被處三個月監禁的）上訴原定於1月舉行，後改為5月6日及6月18日。我在等新的開庭日期。」[68]
- 2009年7月6日，瓦努努的「律師Avigdor Feldman......和政府當局同意，於六個月後，經過對他的行為審查，瓦努努可以請求撤消限制令及離境許可。」
- 2009年12月28日，瓦努努在一間酒店被耶路撒冷警方拘捕，是在他被指與女朋友會面後發生。[69]
- 2009年12月29日，俄羅斯傳媒報道，瓦努努的物品被檢查時，搜出一封來自一個美國人的信，令以色列官員覺得「他可能在策劃某些事」。2010年1月1日，瓦努努被揭露和他的挪威籍女朋友Kristin Joachimsen結識兩年。他的女朋友是學者，任職聖經研究的副教授。
- 2010年1月7日，瓦努努向媒體發出錄影信息，談到他最近的被捕，及以色列「無作用的」含糊言核政策。
- 2010年4月14日，瓦努努說剝奪他的離國權的限制令又延長了一年。
- 2010年5月11日，以色列最高法院判決瓦努努要「服由耶路撒冷地方法院所處的三個月監禁刑期，而非社會服務令。」在5月23日開始服刑。瓦努努曾被判社會服務令，但他聲明拒絕在西耶路撒冷執行服務令，因為恐怕遭以色列人攻擊，但他請求在東耶路撒冷執行服務令。法院拒絕其請求。[70][71]11日後，國際特赦組織為瓦努努的判刑發出新聞稿說：「如果莫迪凱·瓦努努再被囚禁，國際特赦組織會宣告他是良心犯，並呼籲立即無條件釋放他。」[72]
- 2010年5月24日，瓦努努開始服刑三個月。[73]6月18日，有報道稱瓦努努被單獨囚禁。[74]
- 2010年8月8日，瓦努努出獄。[75]
- 2011年7月14日，瓦努努向以色列最高法院提訴，指令內政部長埃利·伊沙伊撤消他的以色列公民權，聲稱「以色列的閭巷」和媒體都以鬥爭態度待他，他「不能在以色列社會中找到立足地」，而即使他出獄，「以色列國繼續以各種人身和來往限制懲罰他」。瓦努努的提訴指出根據公民權法案的一項修定，即使他沒有他國公民權，內政部長也可以撤回他的公民權，又稱他的公民權被撤後，他就可以在歐洲國家尋求公民權或永久居留權。[76]
- 2011年8月31日，瓦努努寫道：「對於不能接觸外國人和不能離開以色列的禁令的法院聆訊，將會在10月3日展開。（日期可能會改變。）關於我申請撤消以色列公民權，我們在等待內政部長答覆，不然就再多一個法庭聆訊。」[77]
- 2012年5月1日，在以色列政府監控瓦努努Facebook和Twitter帳戶的消息宣佈後，他把這兩個帳戶關閉。[78]
- 2012年6月6日，高等法院拒絕瓦努努放棄公民權的申請。瓦努努說：「我要他們將我的公民權撤消，令我得以過新生活。」[79]

## 獎項及榮譽

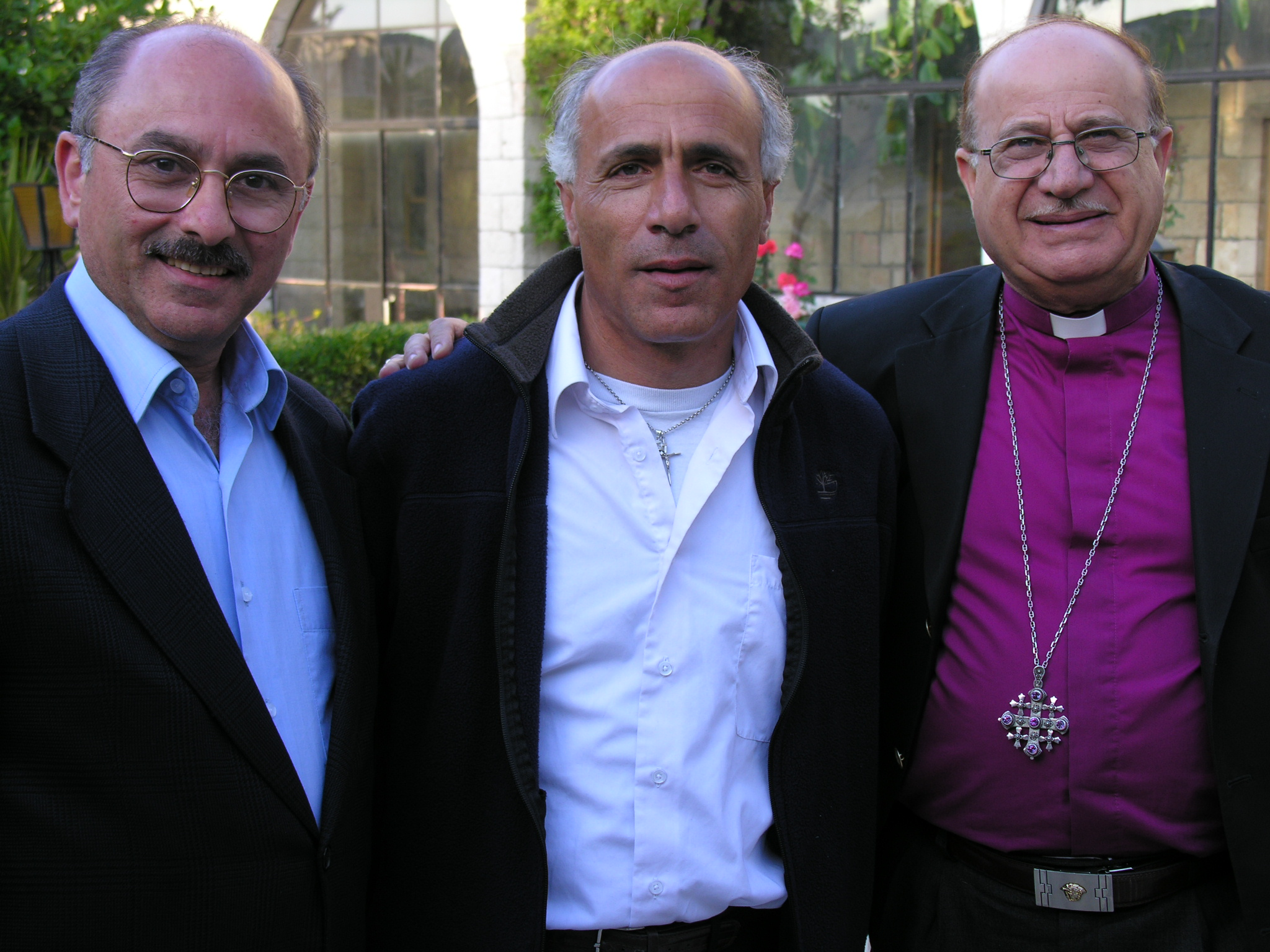
2005年Ali Kazak和主教Riah Abu Assal在耶路撒冷與瓦努努會面

自1987年起，瓦努努每年都獲提名諾貝爾和平獎。
瓦努努在其11年半的單獨囚禁早期，寫了一首題為"I'm Your Spy"的詩。
1987年瓦努努獲頒Right Livelihood Award。2001年他獲特羅姆瑟大學授予榮譽博士。
2009年3月瓦努努致信予在奧斯陸的諾貝爾和平獎委員會：
我要求委員會把我從今年的提名者名單中除名。我不可以在一個包括以色列總統希蒙·佩雷斯的得獎名單中有份。這個人就是以色列核子政策背後的策劃者。佩雷斯成立及發展在迪莫納的以色列核子武器計劃……佩雷斯就是下令在1986年9月30日於意大利羅馬綁架我的人，又將我當作間諜和叛國者，在以色列秘密審訊及判處18年單獨囚禁刑罰。直到如今他繼續反對釋放我及給我自由，即使我已服滿18年監禁。因為以上所有原因，我不願意被提名，亦不接受提名。我所要的是自由，並且只要自由。.
2004年9月他獲得LennonOno Grant for Peace，是小野洋子紀念亡夫約翰·連儂設立的。
2004年12月，他獲格拉斯哥大學學生選為該校的Rector。2005年4月22日他獲得正式上任但他不能執行任何工作，因為他仍被困於以色列。蘇格蘭的The Herald報發起行動以爭取他的獲釋。
2005年他獲得挪威人民和平獎(Folkets fredspris)。
2010年2月24日，挪威諾貝爾研究所所長Geir Lundestad宣佈，瓦努努連續第二年拒絕接受和平獎提名。他寫到：「我現在想得到的，所需要的，是自由、護照，不是獎項。」
2010年9月21日，Teach Peace Foundation表揚瓦努努為了阻止以色列政府製造和擴充大殺傷力武器，所做出的英勇行為。
2010年10月4日， 國際人權聯盟宣佈瓦努努獲得2010年的奧西茨基獎章，在11月16日發公開信予以色列總理、國防部長埃胡德·巴拉克、內政部長埃利·伊沙伊，要求准許瓦努努有離開以色列的自由，容許他在2010年12月12日前往柏林的頒獎禮領獎。公開信聯署者中有諾貝爾獎得主梅里德·科里根·麥奎爾、君特·格拉斯、哈羅德·克羅托、傑克·施泰因貝格爾。
以色列拒絕要求後，在柏林的頒獎禮改為抗議活動，以表支持瓦努努和解除核武。獻給瓦努努的音樂創作The Dove在這場合中作首次演奏。

## 進深閱讀
- Black, Ian. Israel's Secret Wars: A History of Israel's Intelligence Services, Grove Press, 1992, ISBN 0-8021-3286-3
- Cohen, Avner. Israel and the Bomb, New York: Columbia University Press (1999), ISBN 0-231-10483-9
- Cohen, Yoel. The Whistleblower of Dimona: Israel, Dimona & the Bomb. ISBN 0-8419-1432-X
- Fleming, Eileen. Memoirs of a Nice Irish American 'Girl's' Life in Occupied Territory.  [2007], ISBN 1-4327-0254-8.
- Fleming, Eileen. "Beyond Nuclear: Mordechai Vanunu's Freedom of Speech Trial and My Life as a Muckraker".  [2010], ISBN 978-0-615-40282-6.
- Gaffney, Mark.  Dimona: The Third Temple?  The Story Behind the Vanunu Revelation. ISBN 0-915597-77-2
- Gilling, Tom and John McKnight. Trial and Error — Mordechai Vanunu and Israel's Nuclear Bomb. 1991 Monarch Publications. ISBN 1-85424-129-X
- Hounam, Peter.  The Woman from Mossad: The Torment of Mordechai Vanunu. ISBN 1-58394-005-7 paperback edition title: The Woman from Mossad: The Story of Mordechai Vanunu & the Israeli Nuclear Program
- Toscano, Louis. Triple Cross. 1990 Birch Lane Press ISBN 1-55972-028-X
- Spiro, Gideon. Vanunu and the Israeli Bomb.

## 外部連結
- Mordechai Vanunu's website （页面存档备份，存于）
- Annotated Bibliography for Mordechai Vanunu from the Alsos Digital Library for Nuclear Issues

記錄片
- Israel's Nuclear Whistleblower （页面存档备份，存于） BBC News broadcast  2004-05-30
- Uncensored 30 minutes interview with Mordechai Vanunu by founder of We Are Wide Awake (WAWA), 24 March 2006
- 13 minutes Interview with Mordechai Vanunu by founder of We Are Wide Awake (WAWA), January 2008

| 學術機關職務         | 學術機關職務                                  | 學術機關職務           |
| -------------------- | --------------------------------------------- | ---------------------- |
| 前任： Greg Hemphill | Rector of the University of Glasgow 2004–2008 | 繼任： Charles Kennedy |